# Пиндлинг, Линден
Достопочтенный Сэр Ли́нден О́скар Пи́ндлинг (англ. Lynden Oscar Pindling; 22 марта 1930, Нассау, Багамские Острова — 26 августа 2000, Нассау, Багамские Острова) — премьер-министр Багамских Островов с 10 июля 1973 до 21 августа 1992, до этого с 16 января 1967 первый чернокожий Главный министр колонии Багамские острова (с 1969 года — Премьер самоуправляемой колонии Содружество Багамских островов).
Считается «отцом нации» Багамских островов, приведшим страну к независимости 10 июля 1973. Являлся лидером Прогрессивной либеральной партии с 1965 по 1997 год, когда ушёл из общественной жизни из-за коррупционного скандала.
Линден Пиндлинг 6 раз подряд выигрывал всеобщие выборы (с 1967 по 1987 год), уступив в 1992 году лидеру Свободного национального движения во главе с Хьюбертом Ингрэмом.
Л. Пиндлинг был членом Тайного совета Великобритании и был посвящён в рыцари королевой Елизаветой II в 1983 году.
Вдова Линдена Пиндлинга Маргерит в 2014 году заняла пост генерал-губернатора страны.
Его именем назван международный аэропорт в Нассау.